# Varjas Béla
Varjas Béla (Esztergom, 1911. január 11. – Budapest, 1985. április 5.) irodalomtörténész, könyvtáros, az Országos Széchényi Könyvtár vezetője 1948 és 1957 között.

## Életútja
Az esztergomi bencés gimnáziumban érettségizett. Felsőfokú tanulmányait a Pázmány Péter Tudományegyetem magyar–német szakán végezte. Eötvös-kollégistaként Gombocz Zoltán és Horváth János tanítványa volt. 1934-ben szerzett diplomát.
1934-ben a Révai Kiadó helyettes lektoraként, az 1934–1935-ös tanévben a Kölcsey Ferenc Gimnázium kisegítő tanáraként dolgozott. 1935 és 1941 között az Országos Széchényi Könyvtár könyvtárosa volt. 1940-től Horváth János felkérésére proszemináriumot tartott a budapesti egyetemen. 1941-től 1945-ig a Vallás- és Közoktatási Minisztériumban a bölcsészettudományi kar előadójaként működött. 1945–1946-ban, majd 1955 és 1957 között a Magyar Könyvszemle szerkesztője volt. 1946-ban habilitált, ettől az évtől magántanárként 16. századi magyar irodalmat oktatott Budapesten. (1949 és 1953 között az újonnan létrehozott könyvtártudományi tanszéken is tanított.) 1945-ben a Széchényi Könyvtár tudományos főmunkatársává, 1948-ban főigazgató-helyettesévé, 1949-ben főigazgatójává nevezték ki. 1957-ig szolgált ezen a poszton. Távozása után 1981-es nyugdíjba vonulásáig az Irodalomtörténeti Intézetben tevékenykedett. Megalakulásától, 1969-től részt vett a reneszánsz és a barokk irodalmát kutató csoport munkájában. 1970-ben a Magyar Tudományos Akadémia Könyvtörténeti és Bibliográfiai Munkabizottságának alapító tagja volt.

## Munkássága
A magyar könyvkiadás kezdeteit és a 16. századi magyar irodalom történetét, elsődlegesen Balassi Bálint munkásságát kutatta. Nevéhez fűződik a legrégibb fennmaradt Balassi-kiadás felfedezése, a Balassa-kódex, a 17. századi szombatos énekek és Lencsés György orvosi könyvének, Ars Medica megjelentetése. 1959-től szervezte és irányította a régi magyar nyomtatványok hasonmás kiadását a Bibliotheca Hungarica Antiqua című sorozatban. Foglalkozott Sylvester János, Heltai Gáspár és Komlós András kiadványaival és a krakkói magyar nyomtatványokkal. Közreműködött A magyar irodalom története című hatkötetes kézikönyv-sorozat első két kötetének szerkesztésében és az első megírásában, valamint a Régi Magyar Költők Tára 16. századi folyamának újraindításában. A magyar reneszánsz irodalom társadalmi gyökerei című összegzésében a 16. századi magyar irodalom és társadalom összefüggéseit vizsgálta. Felesége, V. Nyilassy Vilma és Kiss József társaságában közzétette Petőfi Sándor összes műveinek kritikai kiadását.
A második világháború után részt vett a magyar könyvtárügy újjászervezésében. 1947-ben tervezetet tett közzé a könyvtártan egyetemi oktatásáról. 1949-ben az ő vezetésével indult meg a könyvtárosképzés a budapesti egyetemen. Igazgatói időszaka alatt vette át a Széchényi Könyvtár a megszűnt Országos Könyvtári Központ feladatait, valamint a gyöngyösi, keszthelyi és zirci műemlékkönyvtárak felügyeletét. Jelentős szerepet játszott a Magyar Könyvszemle 1955-ös újraindulásában. Ugyanebben az évben tanulmányt publikált a könyvtártudomány elvi alapjáról és rendszeréről.

## Díjai, elismerései
- Munka Érdemrend (1955)
- Munka Érdemrend arany fokozata (1981)

## Főbb művei

### Monográfiák, tanulmányok
- Varjas R. Béla: Erdély és irodalmunk nemzeti egysége; s.n., Budapest, 1934
- Balassa Bálint Istenes énekeinek első kiadása; MNM Országos Széchényi Könyvtár, Budapest, 1940; (Az Országos Széchényi Könyvtár kiadványai, 11.)
- Egy XVI. századi magyar nyelvű orvosi kompendium; Egyetemi Nyomda, Budapest, 1940
- Könyvtörténet 1-2. 1950/51. tanév 1-2. félév; Vallás- és Közoktatásügyi Minisztérium, Budapest, 1951 (Eötvös Loránd Tudományegyetem Bölcsészkarának jegyzeteinek)
- A könyvtártudomány elvi alapja és rendszere; Akadémiai, Budapest, 1955 (Az Országos Széchényi Könyvtár kiadványai, 32.)
- Paleográfiai útmutató a XV-XVII. századi magyar nyelvű kéziratok olvasásához. Segédlet a könyvtárosképzéshez; OSZK Könyvtártudományi és Módszertani Központ, Budapest, 1982
- A magyar reneszánsz irodalom társadalmi gyökerei; Akadémiai, Budapest, 1982
- Irodalom és ideológia a 16-17. században; szerk. Varjas Béla; Akadémiai, Budapest, 1987 (Memoria saeculorum Hungariae, 5.)

### Szövegközlések, szerkesztett kötetek
- Gyarmati Balassa Bálint istenes éneki, melyek az 1632-1635 között kinyomatott bécsi első editióbul most hasonmásban újonnan kibocsáttattak Varjas Béla által; Rózsavölgyi, Budapest, 1941
- Enyedi György: Gismunda és Gisquardus széphistóriája; bev. és közzéteszi Varjas Béla; Erdélyi Tudományos Intézet, Kolozsvár, 1942
- Heltai Gáspár: Chronica az magyaroknac dolgairol / Magyar krónika; bev. Varjas Béla; Ardói, Budapest, 1943 (Magyar századok, 2.)
- Lencsés György: Ars medica... XVI. századi magyar orvosi könyv; bev. és közzéteszi Varjas Béla; Erdélyi Tudományos Intézet, Kolozsvár, 1943 (Monumenta Transsilvanica)
- Balassa-kódex; bev., jegyz. Varjas Béla; MTA, Budapest, 1944
- Cronica. Tinodi Sebestien szoerzese. Elsoe reszebe Ianos Kiral halalatul fogua ez esztendeig... Mas reszebe kueloemb idoekbe es orszagokba loet dolgoc Istoriac vannac; sajtó alá rend. Varjas Béla, kísérőtanulmány Bóta László; Akadémiai, Budapest, 1959 (Bibliotheca Hungarica antiqua, 2.)
- Vy Testamentu Mag'ar n'elwen, mell'et az Goeroeg, és Diak nelwboel vyonnan fordytank; ford. Sylvester János; sajtó alá rend., kísérőtanulmány Varjas Béla; Akadémiai, Budapest, 1960 (Bibliotheca Hungarica antiqua, 1.)
- Ozorai Imre vitairata. Krakkóban nyomtatta Victor Jeromos 1535. De Christo, et eius ecclesia. Item de Antichristo eiusque ecclesia; sajtó alá rend. Varjas Béla, kísérőtanulmány Nemeskürty István; Akadémiai, Budapest, 1961 (Bibliotheca Hungarica antiqua, 4.)
- Heltai Gáspár: Cancionale, az az Historias Enekes Koenyv ... Magyari Királyokról, és egyeb szép loet dolgokról; sajtó alá rend., kísérőtanulmány Varjas Béla; Akadémiai, Budapest, 1962 (Bibliotheca Hungarica antiqua, 5.)
- Bornemisza Péter: Enekec harom rendbe. Kuloemb kueloemb felec; sajtó alá rend. Varjas Béla, kísérőtanulmány Kovács Sándor Iván; Akadémia, Budapest, 1964 (Bibliotheca Hungarica antiqua, 6.)
- Hoffgreff-énekeskönyv. Kolozsvár, 1554-1555. Nyomtatta Hoffgreff György; sajtó alá rend. Varjas Béla, kísérőtanulmány Tarnóc Márton; Akadémiai, Budapest, 1966 (Bibliotheca Hungarica antiqua, 7.)
- Szombatos énekek; sajtó alá rend. Varjas Béla; Akadémiai, Budapest, 1970 (Régi magyar költők tára, XVII. század, 5.)
- Heltai Gáspár: Chronica az magyaroknac dolgairol; sajtó alá rend. Varjas Béla, kísérőtanulmány Kulcsár Péter; Akadémiai, Budapest, 1973 (Bibliotheca Hungarica antiqua, 8.)
- A keresztényi gyülekezetben való isteni diczeretek egyben szedögettek, és mostan nyomtattak vyonnan oregbitetek, es emendaltattak L. F. altal / Váradi énekeskönyv; sajtó alá rend. Varjas Béla, kísérőtanulmány Schulek Tibor; Akadémiai, Budapest, 1975 (Bibliotheca Hungarica antiqua, 9.)
- Balassi Bálint és a 16. század költői I-II.; szerk., vál., szöveggond., jegyz. Varjas Béla; Szépirodalmi, Budapest, 1979 (Magyar remekírók)
- Balassi Bálint összes versei és Szép magyar comoediája; szerk. és szöveggond. Varjas Béla; Szépirodalmi, Budapest, 1981
- Johannes Sambucus: Emblemata. Antverpiae 1564; szöveggond. Varjas Béla, kísérőtanulmány August Buck; Akadémiai, Budapest, 1982 (Bibliotheca Hungarica antiqua, 11.)
- Huszár Gál–Kálmáncsehi Márton: A keresztyéni gyülekezetben való isteni dicséretek / Reggeli éneklések. 1560-1561; szöveggond. Varjas Béla, kísérőtanulmány Borsa Gedeon; Akadémiai, Budapest, 1983
- Valkai András, Görcsöni Ambrus, Majssai Benedek, Gergei Albert, Huszti Péter énekei, Eurialus és Lucretia históriája, Telamon históriája, Bogáti Fazakas Miklós folytatása Görcsöni Ambrus históriájához. 1567-1577; szerk. Varjas Béla; Akadémiai, Budapest, 1990 (Régi magyar költők tára, 9.)